# Campionati mondiali di bob 2013
I Campionati mondiali di bob 2013, cinquantanovesima edizione della manifestazione organizzata dalla Federazione Internazionale di Bob e Skeleton, si sono disputati dal 25 gennaio al 3 febbraio 2013 a Sankt Moritz, in Svizzera, sulla pista olimpica di St.Moritz-Celerina, il tracciato naturale sul quale si svolsero le competizioni del bob e delle skeleton ai Giochi di Sankt Moritz 1928 e di Sankt Moritz 1948 e le rassegne iridate maschili del 1931, del 1935, del 1937 (limitatamente al bob a quattro), del 1938 e del 1939 (solo bob a due), del 1947, del 1955, del 1957, del 1959, del 1965, del 1970, del 1974, del 1977, del 1982, del 1987, del 1990, del 1997, del 2001 per entrambe le specialità maschili e del 2007 per le specialità maschili e per il bob donne. La località elvetica ha quindi ospitato le competizioni iridate per la diciottesima volta nel bob a due, per la diciannovesima nel bob a quattro uomini, per la seconda nel bob a due donne e nella prova a squadre.
In un primo tempo, la Svizzera avrebbe dovuto organizzare la rassegna iridata del 2012, ma nel dicembre 2010 l'assegnazione è stata invertita con quella a Lake Placid dell'edizione 2013. In questa stagione erano in programma le gare pre-olimpiche a Soči, in Russia; per questo si è deciso di rendere più comoda la trasferta per squadre e atleti.
Anche questa edizione dei mondiali, come ormai da prassi iniziata nella rassegna di Schönau am Königssee 2004, si è svolta contestualmente a quella di skeleton e proprio insieme agli atleti di quest'ultima disciplina è stato assegnato il titolo nella prova a squadre che ha visto trionfare la squadra statunitense.
Le vittorie sono state conquistate nel bob a due uomini dal pilota tedesco Francesco Friedrich, diventando così il più giovane campione del mondo nel bob a due della storia, insieme al frenatore Jannis Bäcker; nella gara femminile dal team canadese condotto da Kaillie Humphries insieme alla frenatrice Chelsea Valois mentre la prova del bob a quattro ha visto il successo dell'equipaggio tedesco guidato da Maximilian Arndt, insieme ai compagni Marko Hübenbecker, Alexander Rödiger e Martin Putze.

## Risultati

### Bob a due uomini
La gara si è svolta il 26 e il 27 gennaio nell'arco di quattro manches ed hanno preso parte alla competizione 38 compagini in rappresentanza di 25 differenti nazioni. Campione uscente era l'equipaggio statunitense pilotato da Steven Holcomb, giunto quarto; il titolo è stato conquistato dalla compagine tedesca composta da Francesco Friedrich e Jannis Bäcker, davanti agli svizzeri Beat Hefti e Thomas Lamparter e all'altra coppia tedesca formata da Thomas Florschütz ed Andreas Bredau.
| Pos. | Atleti                              | Nazione     | Tempo   | Distacco |
| ---- | ----------------------------------- | ----------- | ------- | -------- |
|      | Francesco Friedrich Jannis Bäcker   | Germania    | 4'22"78 |          |
|      | Beat Hefti Thomas Lamparter         | Svizzera    | 4'23"34 | +0"56    |
|      | Thomas Florschütz Andreas Bredau    | Germania    | 4'23"97 | +1"19    |
| 4    | Steven Holcomb Steven Langton       | Stati Uniti | 4'24"05 | +1"27    |
| 5    | Oskars Melbārdis Daumants Dreiškens | Lettonia    | 4'24"25 | +1"47    |
| 6    | Christopher Spring Lascelles Brown  | Canada      | 4'24"33 | +1"55    |
| 7    | Aleksandr Zubkov Dmitrij Trunenkov  | Russia      | 4'24"36 | +1"58    |
| 8    | Lyndon Rush Jesse Lumsden           | Canada      | 4'24"43 | +1"65    |
| 9    | Cory Butner Christopher Fogt        | Stati Uniti | 4'24"81 | +2"03    |
| 10   | Maximilian Arndt Marko Hübenbecker  | Germania    | 4'25"04 | +2"26    |

### Bob a due donne
La gara si è svolta il 25 e il 26 gennaio nell'arco di quattro manches ed hanno preso parte alla competizione 22 compagini in rappresentanza di 11 differenti nazioni. Campione uscente era l'equipaggio canadese pilotato da Kaillie Humphries, che ha bissato il titolo ottenuto l'anno precedente, insieme alla frenatrice Chelsea Valois, davanti alla coppia statunitense composta da Elana Meyers e Katie Eberling ed a quella tedesca formata da Sandra Kiriasis e Franziska Bertels.
| Pos. | Atleti                               | Nazione     | Tempo   | Distacco |
| ---- | ------------------------------------ | ----------- | ------- | -------- |
|      | Kaillie Humphries Chelsea Valois     | Canada      | 4'30"31 |          |
|      | Elana Meyers Katie Eberling          | Stati Uniti | 4'30"90 | +0"68    |
|      | Sandra Kiriasis Franziska Bertels    | Germania    | 4'31"01 | +0"70    |
| 4    | Cathleen Martini Stephanie Schneider | Germania    | 4'31"08 | +0"77    |
| 5    | Anja Schneiderheinze Lisette Thöne   | Germania    | 4'31"10 | +0"79    |
| 6    | Esme Kamphuis Judith Vis             | Paesi Bassi | 4'31"15 | +0"85    |
| 7    | Miriam Wagner Franziska Fritz        | Germania    | 4'32"62 | +2"31    |
| 8    | Jazmine Fenlator Aja Evans           | Stati Uniti | 4'32"65 | +2"34    |
| 9    | Fabienne Meyer Elisabeth Graf        | Svizzera    | 4'32"80 | +2"49    |
| 10   | Caroline Spahni Ariane Walser        | Svizzera    | 4'32"91 | +2"60    |

### Bob a quattro
La gara si è svolta il 2 ed il 3 febbraio nell'arco di quattro manches ed hanno preso parte alla competizione 34 compagini in rappresentanza di 21 differenti nazioni. Campione uscente era l'equipaggio statunitense pilotato da Steven Holcomb, stavolta giunto terzo con i compagni Justin Olsen, Steven Langton e Curtis Tomasevicz; il titolo è stato conquistato dalla compagine tedesca guidata da Maximilian Arndt con i frenatori Marko Hübenbecker, Alexander Rödiger e Martin Putze; secondo il team russo condotto da Aleksandr Zubkov insieme ad Aleksej Negodajlo, Dmitrij Trunenkov e Maksim Mokrousov.
| Pos. | Atleti                                                                | Nazione     | Tempo   | Distacco |
| ---- | --------------------------------------------------------------------- | ----------- | ------- | -------- |
|      | Maximilian Arndt Marko Hübenbecker Alexander Rödiger Martin Putze     | Germania    | 4'20"67 |          |
|      | Aleksandr Zubkov Aleksej Negodajlo Dmitrij Trunenkov Maksim Mokrousov | Russia      | 4'21"14 | +0"47    |
|      | Steven Holcomb Justin Olsen Steven Langton Curtis Tomasevicz          | Stati Uniti | 4'21"26 | +0"59    |
| 4    | Beat Hefti Alex Baumann Thomas Lamparter Jürg Egger                   | Svizzera    | 4'21"30 | +0"63    |
| 5    | John James Jackson Stuart Benson Bruce Tasker Joel Fearon             | Regno Unito | 4'21"33 | +0"66    |
| 6    | Rico Peter Thomas Ruf Patrick Blöchliger Simon Friedli                | Svizzera    | 4'21"34 | +0"67    |
| 7    | Thomas Florschütz Andreas Bredau Ronny Listner Thomas Blaschek        | Germania    | 4'21"41 | +0"74    |
| 8    | Manuel Machata Jannis Bäcker Jan Speer Christian Poser                | Germania    | 4'21"68 | +1"01    |
| 9    | Oskars Melbārdis Daumants Dreiškens Arvis Vilkaste Intars Dambis      | Lettonia    | 4'21"79 | +1"12    |
| 10   | Aleksandr Kas'janov Pëtr Moiseev Maksim Belugin Kirill Antjuch        | Russia      | 4'21"83 | +1"16    |

### Gara a squadre
La gara si è svolta il 27 gennaio ed ogni squadra nazionale ha potuto prendere parte alla competizione con due formazioni; nello specifico la prova ha visto la partenza di uno skeletonista, di un equipaggio del bob a due femminile, di una skeletonista e di un equipaggio del bob a due maschile per ognuna delle 13 formazioni, che hanno gareggiato ciascuno in una singola manche; la somma totale dei tempi così ottenuti ha laureato campione la squadra statunitense di John Daly, Elana Meyers], Lolo Jones, Noelle Pikus-Pace, Steven Holcomb e Curtis Tomasevicz davanti a quella tedesca composta da Frank Rommel, Sandra Kiriasis, Sarah Noll, Marion Thees, Francesco Friedrich e Gino Gerhardi e da quella canadese formata da Eric Neilson, Kaillie Humphries, Chelsea Valois, Sarah Reid, Lyndon Rush e Cody Sorensen.
| Pos. | Squadra        | Atleti                                                                                                | Tempo   | Distacco |
| ---- | -------------- | --- | ------- | -------- |
|      | Stati Uniti I  | John Daly Elana Meyers / Lolo Jones Noelle Pikus-Pace Steven Holcomb / Curtis Tomasevicz              | 4'31"29 |          |
|      | Germania I     | Frank Rommel Sandra Kiriasis / Sarah Noll Marion Thees Francesco Friedrich / Gino Gerhardi            | 4'31"53 | +0"24    |
|      | Canada I       | Eric Neilson Kaillie Humphries / Chelsea Valois Sarah Reid Lyndon Rush / Cody Sorensen                | 4'32"30 | +1"01    |
| 4    | Germania II    | Alexander Kröckel Cathleen Martini / Janine Tischer Anja Huber Maximilian Arndt / Thorsten Margis     | 4'32"40 | +1"11    |
| 5    | Svizzera I     | Lukas Kummer Fabienne Meyer / Elisabeth Graf Marina Gilardoni Beat Hefti / Abraham Morlu              | 4'33"11 | +1"82    |
| 6    | Canada II      | Jon Montgomery Jennifer Ciochetti / Emily Baadsvik Mellisa Hollingsworth Justin Kripps / Luke Demetre | 4'33"49 | +2"20    |
| 7    | Regno Unito I  | Kristan Bromley Paula Walker / Gillian Cooke Elizabeth Yarnold John James Jackson / Craig Pickering   | 4'33"75 | +2"46    |
| 8    | Stati Uniti II | Matthew Antoine Jazmine Fenlator / Aja Evans Katie Uhlaender Cory Butner / Dallas Robinson            | 4'33"90 | +2"61    |
| 9    | Russia I       | Anton Batuev Olga Stul'neva / Nadežda Sergeeva Svetlana Vasil'eva Aleksej Stul'nev / Kirill Antjuch   | 4'34"51 | +3"22    |
| 10   | Svizzera II    | Michael Höfer Caroline Spahni / Ariane Walser Barbara Hosch Rico Peter / Patrick Blöchliger           | 4'35"62 | +4"33    |

## Medagliere
| Posizione | Nazione     | Oro | Argento | Bronzo | Totale |
| --------- | ----------- | --- | ------- | ------ | ------ |
| 1         | Germania    | 2   | 1       | 2      | 5      |
| 2         | Stati Uniti | 1   | 1       | 1      | 3      |
| 3         | Canada      | 1   | 0       | 1      | 2      |
| 4         | Russia      | 0   | 1       | 0      | 1      |
| 4         | Svizzera    | 0   | 1       | 0      | 1      |
| Totale    | Totale      | 4   | 4       | 4      | 12     |